# 艾文霍 (北卡羅萊納州)
艾文霍（英語：Ivanhoe）是位於美國北卡羅萊納州桑普森縣的普查規定居民點。

## 人口
根據2020年美國人口普查的數據，艾文霍的面積為13.03平方千米，當中陸地面積為13.01平方千米，而水域面積為0.02平方千米。當地共有人口198人，而人口密度為每平方千米15.2人。